# Kwartet (muziek)

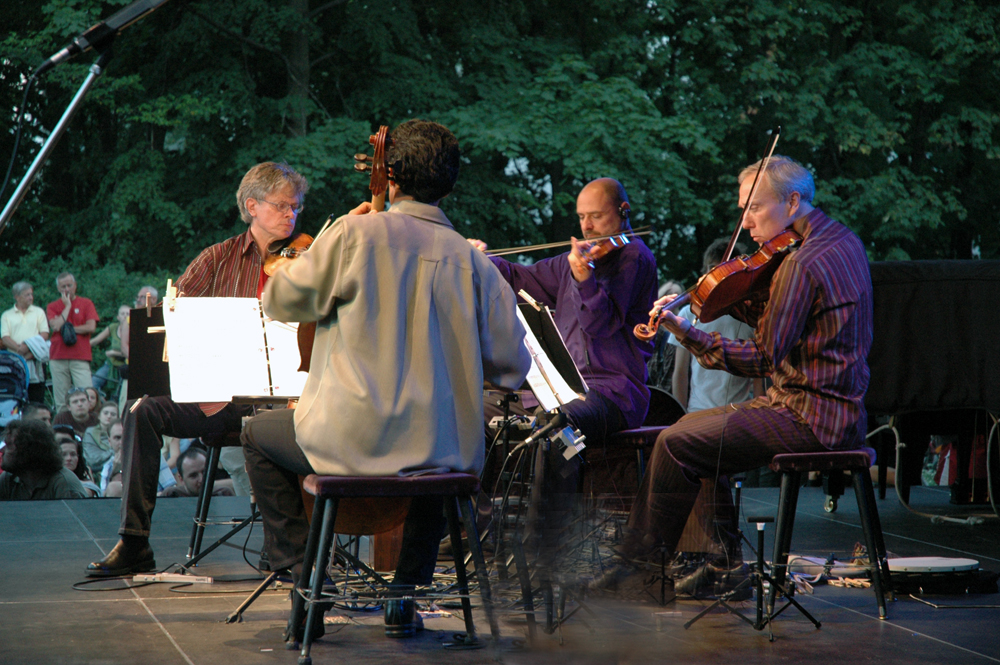
Strijkkwartet Kronos Quartet

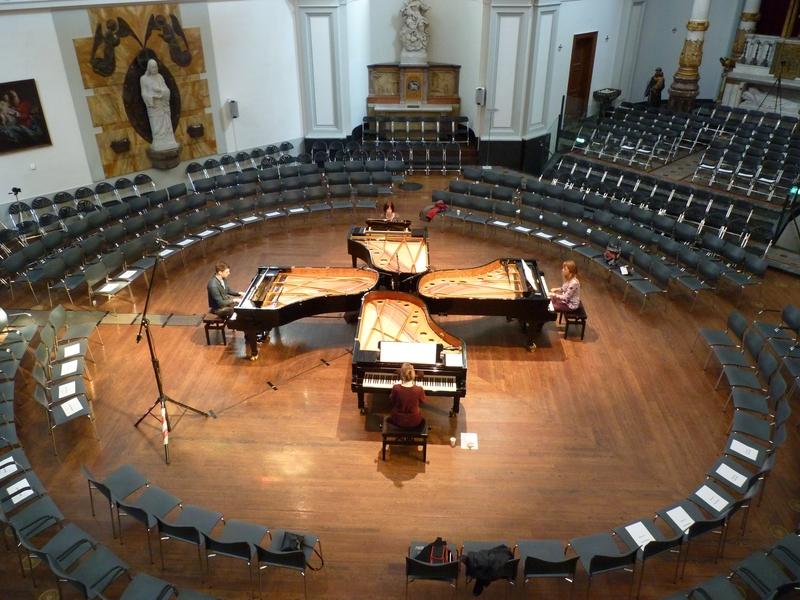
Viervleugelkwartet Rondane Kwartet

Een kwartet is een groep van vier muzikanten of zangers. Ook werken voor deze bezetting worden kwartet genoemd.
De bekendste vorm is het strijkkwartet, waarvoor veel kamermuziek geschreven is. Er zijn echter tal van andere vormen mogelijk.
- klarinetkwartet: vier klarinetten, doorgaans twee sopraan-, één alt- en één basklarinet. Walter Boeykens heeft zo'n beroemd kwartet.
- blokfluitkwartet: vier blokfluiten, bijvoorbeeld twee sopraan, één alt en een tenorfluit, zoals bij het bekende ensemble "vier op een rij".
- pianokwartet: lange tijd was dit een wat oneigenlijke benaming, omdat dit meer een strijktrio met pianobegeleiding betrof.
- Viervleugelkwartet: een kwartet met vier vleugels, bijvoorbeeld het Rondane Kwartet.
- koperkwartet: bestaande uit verschillende variaties van vier koperblazers.
- saxofoonkwartet: bestaande uit baritonsaxofoon, tenorsaxofoon, altsaxofoon en sopraansaxofoon.
- blokfluitkwartet: bestaande uit vier blokfluiten.

Naar aantal leden: Eenmansorkest / Solist · Duo ·  Trio ·  Kwartet ·  Kwintet · Sextet · Septet · Octet · Nonet